# Suite para orquesta de variedades
La Suite para orquesta de variedades (en ruso: Cюита для эстрадного оркестра в восьми частях) (post-1956) es una suite en ocho movimientos de Dmitri Shostakóvich. La obra consiste en una colección de movimientos derivados de otras obras del compositor. También es denominada Suite para una orquesta de escenario de variedades, por ejemplo en el catálogo de la obra de Shostakovich de Derek Hulme.
Durante mucho tiempo, esta Suite para orquesta de variedades fue confundida con la Suite para orquesta de jazz n.º 2 de 1938, una obra distinta, en tres movimientos, cuya partitura original fue perdida durante la II Guerra Mundial y que Manashir Yakubov redescubrió en su forma previa para piano, en 1999, orquestándola al año siguiente el compositor Gerard McBurney.

## Instrumentación
La obra fue orquestada para dos flautas (con piccolo), un oboe, cuatro clarinetes, dos saxofones alto, dos saxofones tenor (el primer tenor doblando como saxo soprano saxophone), un fagot, tres trompas, tres trompetas, tres trombones, una tuba, un timbal (música académica), tres percusionistas (con triángulo, pandereta, caja, bombo, platillos, gong, glockenspiel, xilófono) y guitarra, arpa, celesta, dos pianos y acordeón.

## Movimientos
Según una nota del compositor, puede tocarse cualquier número de las piezas, y en cualquier orden.  El orden de los movimientos que aparece en la serie Colección de nuevas obras de Dmitri Shostakóvich es el siguiente:
1. Marcha (en Fa mayor y en forma de rondó en cinco partes, cada episodio en Re mayor – Si bemol mayor)
2. Danza 1 (en La mayor y forma ternaria, la sección central en Fa mayor)
3. Danza 2 (en Re mayor y forma ternaria, la sección central en Do mayor)
4. Pequeña polka (en Re mayor y forma ternaria)
5. Vals lírico (en Do menor y forma ternaria, la sección central en La bemol mayor)
6. Vals 1 (en Mi bemol mayor / Si bemol mayor / Sol bemol mayor y forma ternaria, la sección central en La mayor, termina en Mi bemol mayor)
7. Vals 2 (en Do menor y forma ternaria, la sección central en Mi bemol mayor – La bemol mayor)
8. Finale (en Fa mayor)